# Romosz
Romosz (románul: Romos, németül: Rumes) falu Romániában, Erdélyben, Hunyad megyében.

## Fekvése
Szászvárostól 12 km-re keletre fekszik.

## Nevének eredete
Neve német személynévből származik. Történeti névalakjai: Rams, Ramos (1206), Romoz (1291), Ramas (1332), Romas (1579).

## Története
A Rajna és a Mosel vidékéről érkező németek alapították a 12. században, így az első erdélyi német települések egyike. 1334-ben nagy falunak számított, 255 füstje volt, ez kb. 1200 lakost jelent. 1438-ban a törökök pusztították el. A 17. században főként románok lakták. A 18. század elején 50-70 szász élt benne. 1755-ben lutheránus karintiai németek, majd 1760–1762-ben 264 kudzsiri román család települt ide, akik nem akartak áttérni a görögkatolikus vallásra. Szászvárosszékhez, 1876-tól Hunyad vármegyéhez tartozott. Az 1890-es években két gipszbánya működött határában, évi 6–800 tonnás kitermeléssel. A 20. század elején Hunyad vármegyéből innen volt a legjelentősebb a kivándorlás Amerikába.

## Lakossága
1850-ben 2046 lakosából 1578 volt román, 290 német és 178 cigány nemzetiségű; 1490 ortodox, 290 evangélikus és 266 görögkatolikus vallású.

1900-ban 1641 lakosából 1417 volt román, 212 német és 11 magyar anyanyelvű; 1064 ortodox, 356 görögkatolikus és 208 evangélikus vallású.

2002-ben 1160 lakosából 1055 volt román, 74 cigány és 25 német nemzetiségű; 759 ortodox, 181 görögkatolikus, 129 pünkösdista és 28 evangélikus vallású.

## Látnivalók
- A faluközpont műemléki védettség alatt áll.
- Az evangélikus templom eredetileg 13. századi. A 16. században átépítették, 1816–1819-ben kibővítették, ekkor építették tornyát is. Korábban védőfalak vették körül.
- Az evangélikus lelkészlak a 17. században épült.

## Híres emberek
- Itt született 1422 körül Georgius de Hungaria (a „sebesi névtelen”), az első törökökről szóló nyugati népismertető mű szerzője.

## Képek

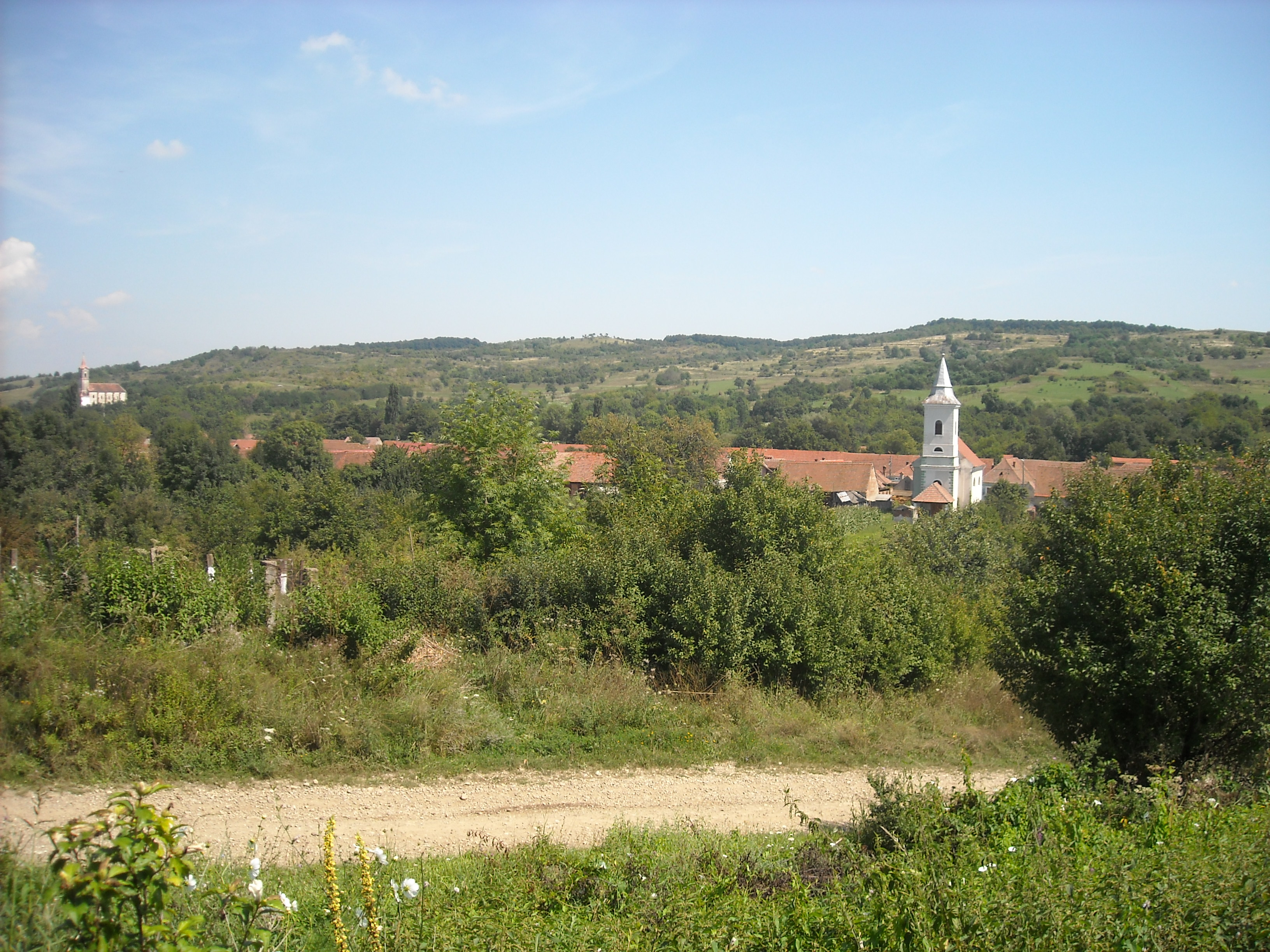
A falu egy részlete, baloldalt az evangélikus, jobboldalt a görögkatolikus templommal
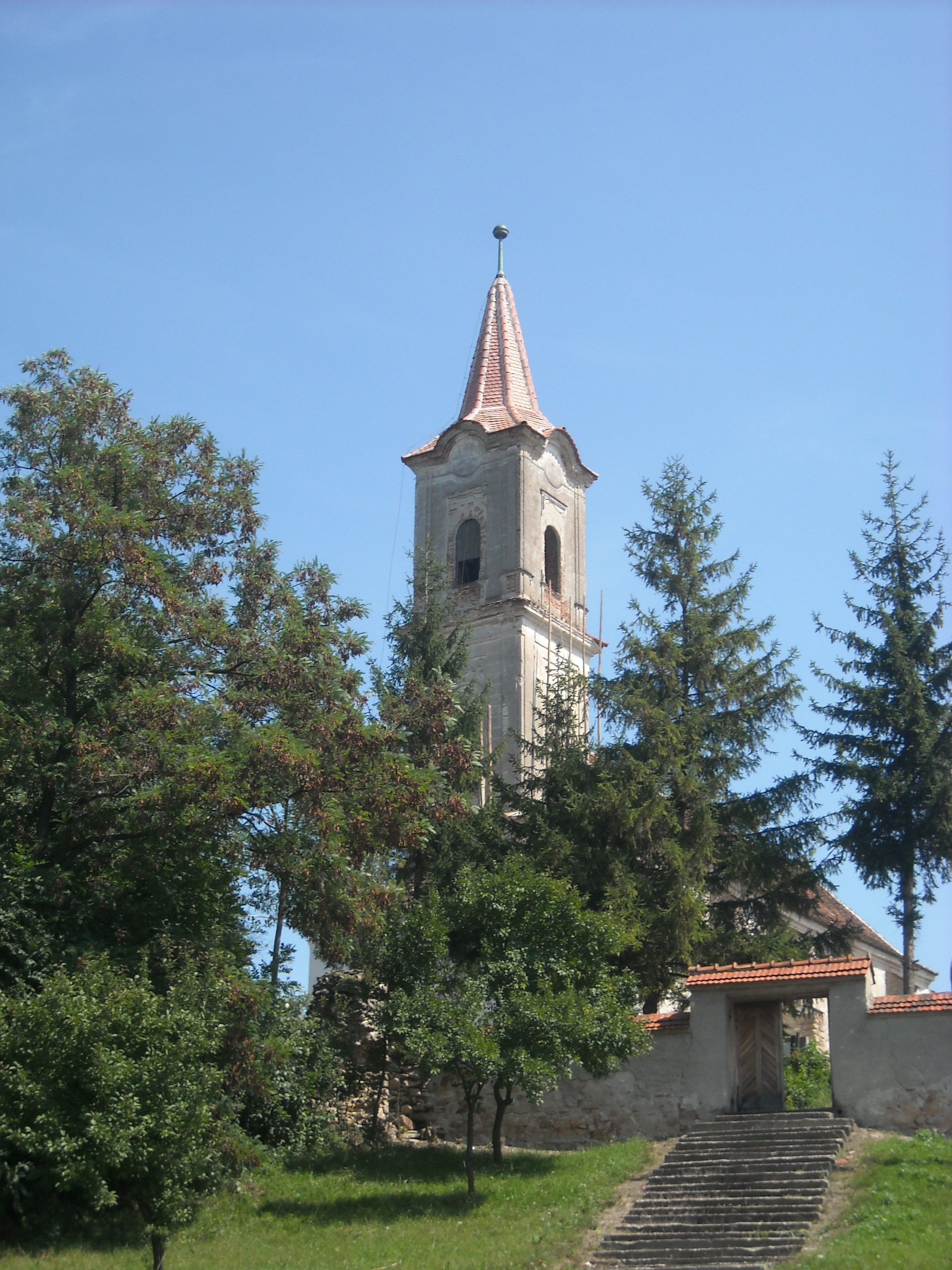
Az evangélikus templom
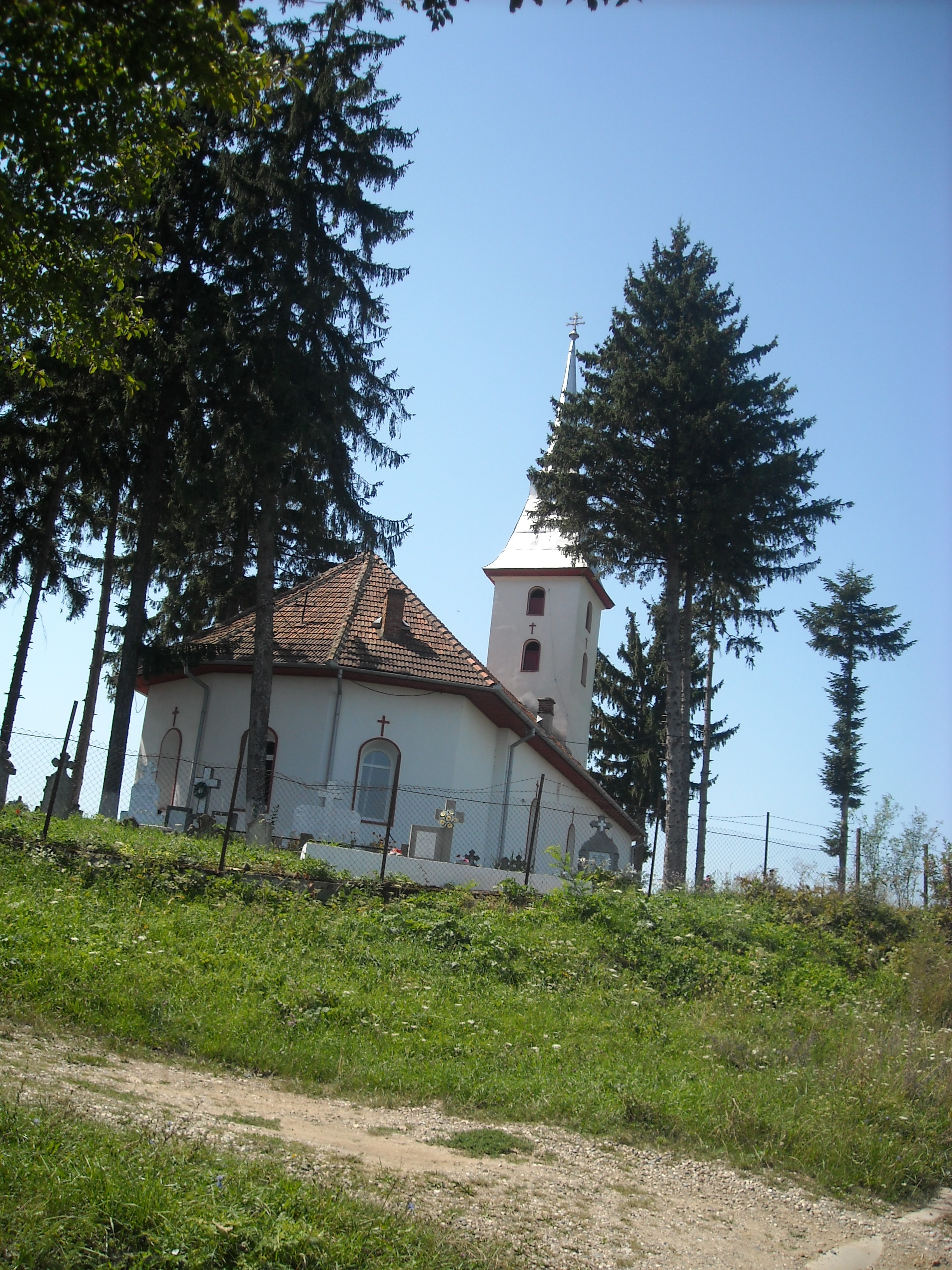
Az ortodox templom
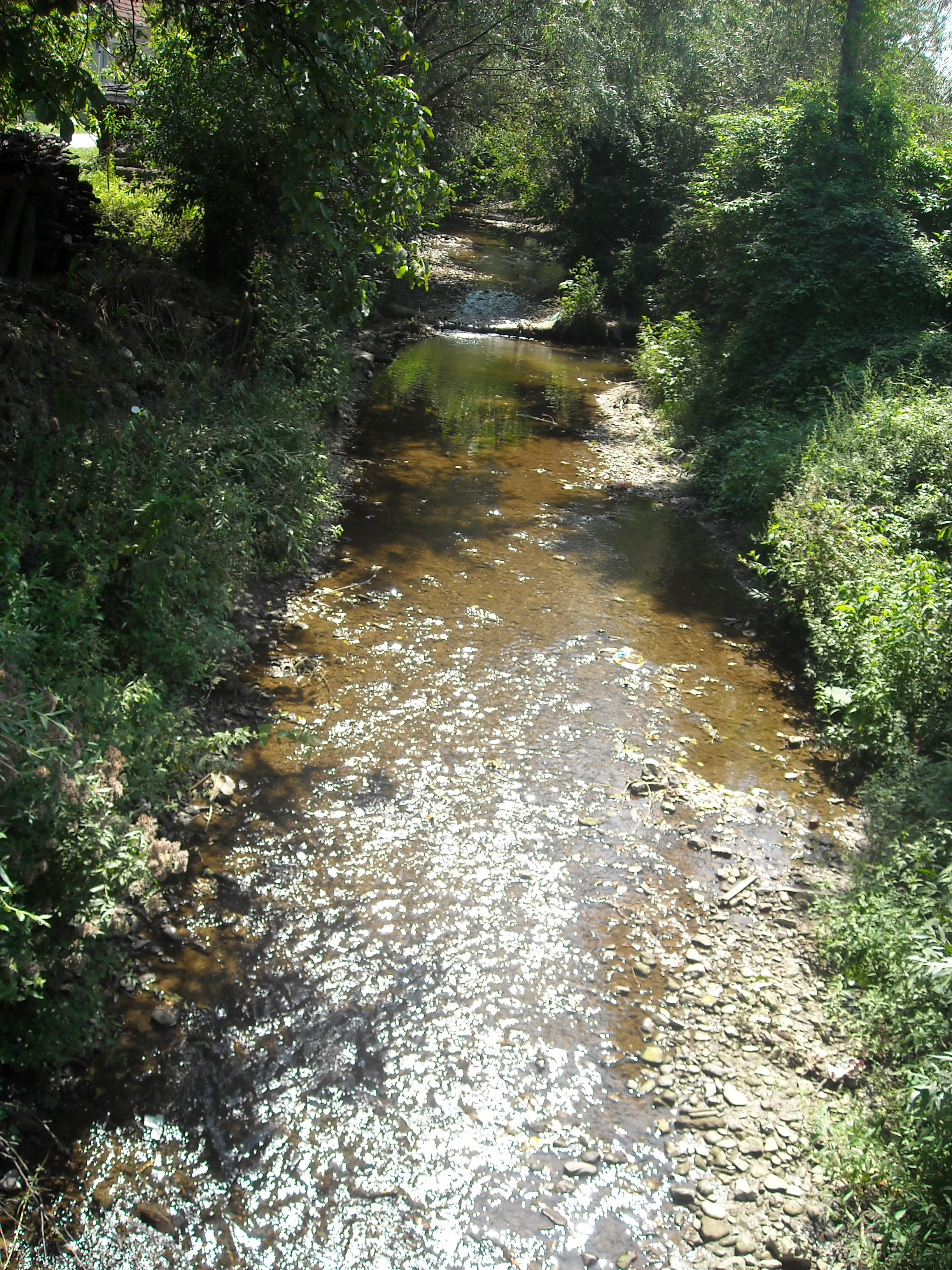
A patak
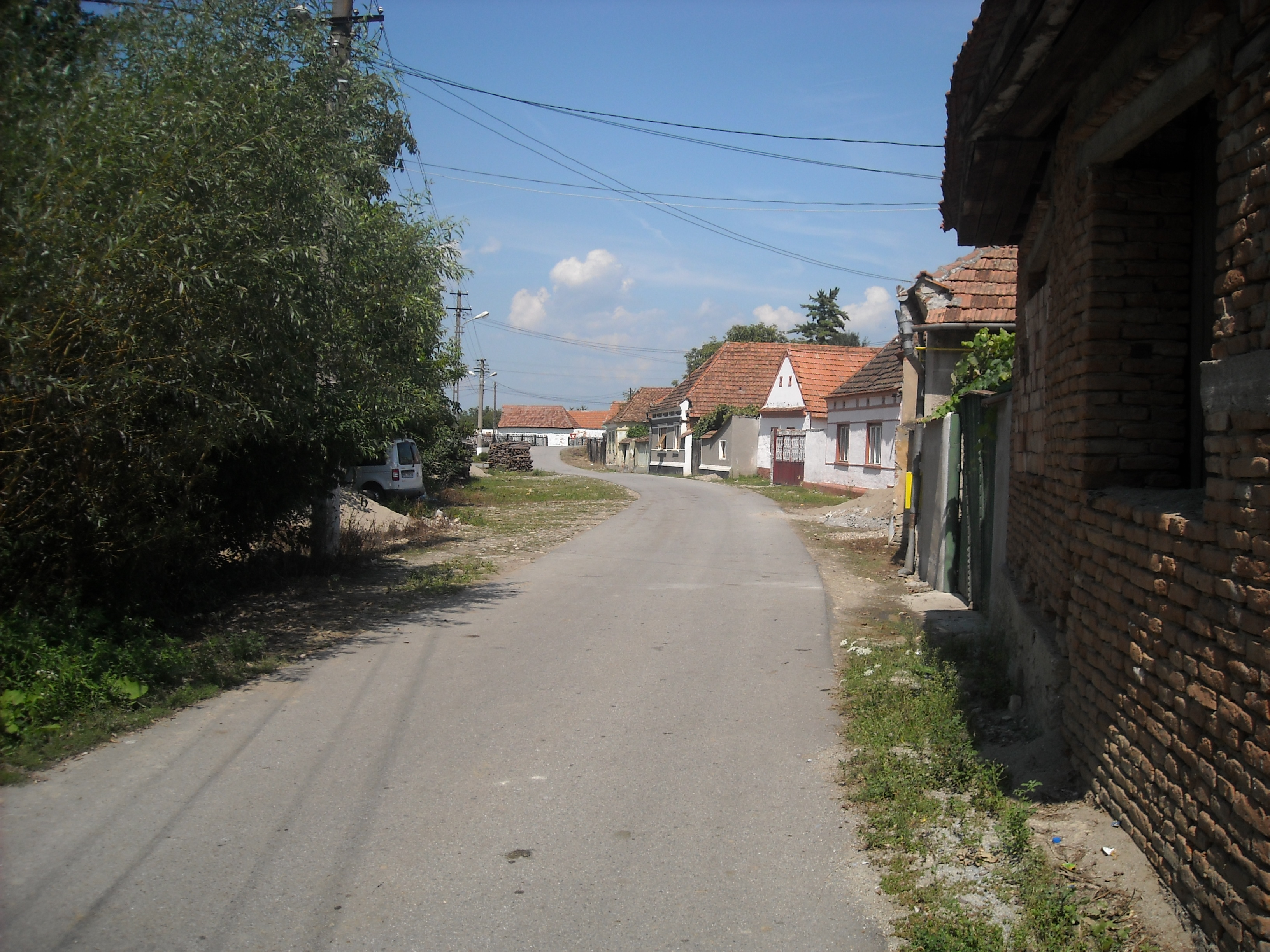
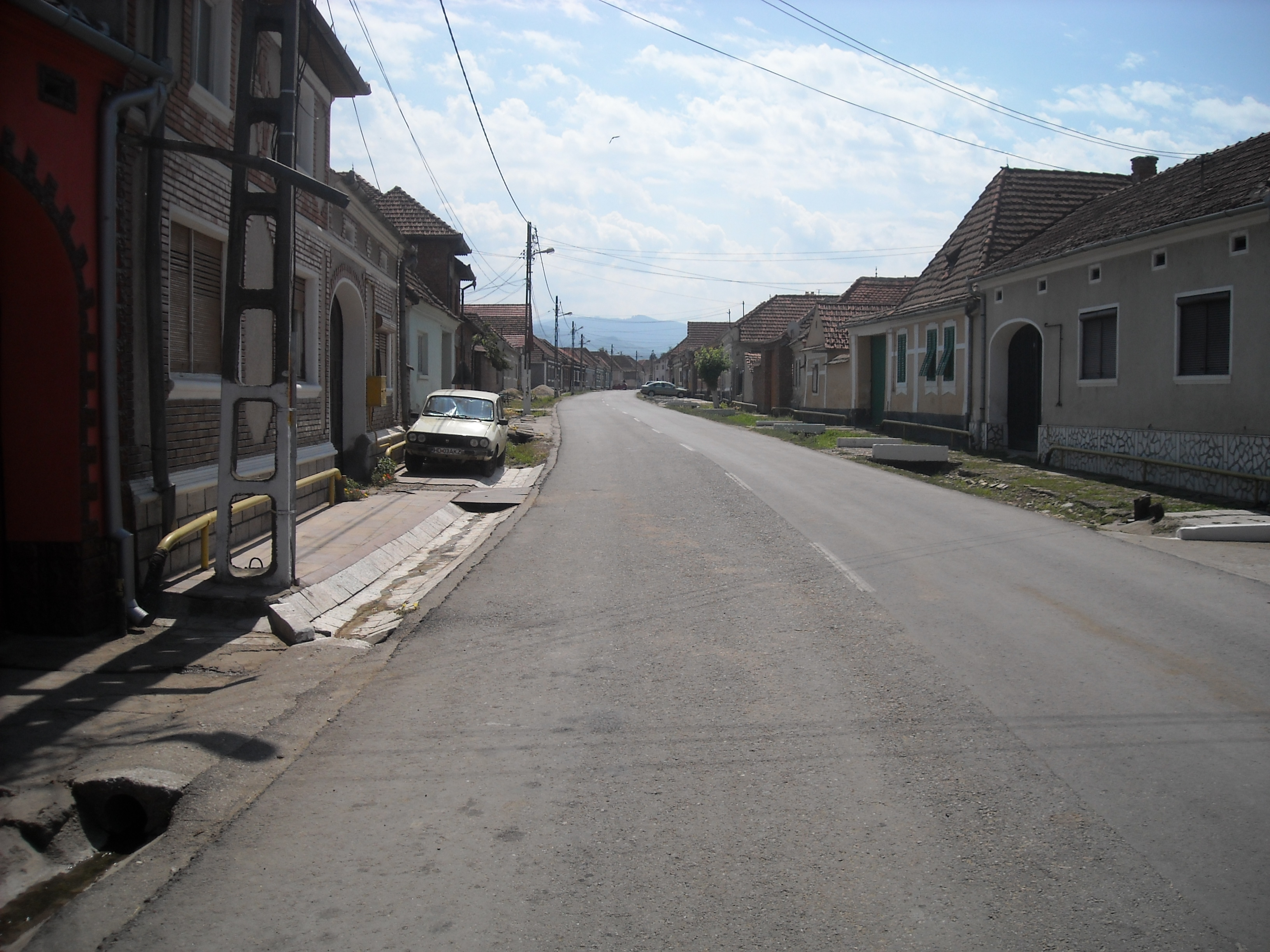
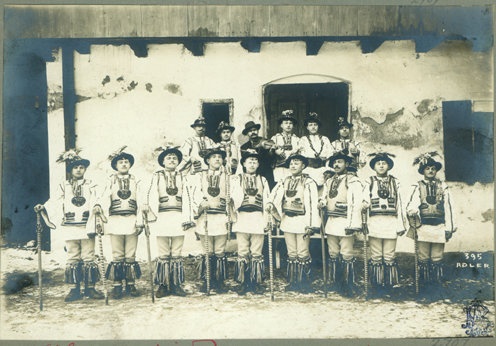
Romoszi kaluserek
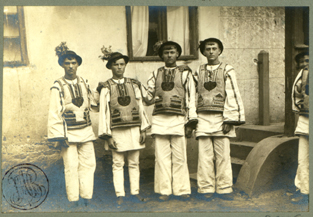
Romoszi román legények (Adler Lipót felvételei a 20. század elejéről)